# .gm
‎.gm‏ دامنه اینترنتی اختصاص داده شده به گامبیا است.